# ユトゥルナの泉
ユトゥルナの泉、あるいはラクス・イウトゥルナエ(ラテン語: Lacus Iuturnae)は、フォロ・ロマーノにあった古代ローマ人による人工の池。ニンフであるユトゥルナに捧げられた寺院の一角を占め、「ユトゥルナの泉」の名は池だけではなく、この寺院や池の隣にある泉に対しても用いられていた。
遺跡の初の発掘調査はジャコモ・ボニによって20世紀初頭に行われた。1980年代より継続中の発掘調査群は Margareta Steinby の指揮の元行われている。

## 伝説
カストールとポルックスの双子がローマを通過する際に立ち寄って馬に水を飲ませた場所として名を残しており、双子はここでレギッルス湖畔の戦いにおけるローマ人の勝利を市民に知らせている。帝政ローマ時代、別のローマの泉が干上がった際、ウェスタの処女は宗教儀式を行うためにユトゥルナの泉の水を使用した。また、ユトゥルナの泉が湛える水には治癒の効能があると信じられており、慢性の病気を抱える高齢者は奉納品を携えて泉へと向かい、恢復のためユトゥルナの加護を祈願したとされる。